# Vital Tech Tones
Vital Tech Tones fue una banda de Jazz fusion formada a mediados de los años 1990. 
Considerada como uno de los mejores grupos en dicho estilo, dado a su avanzado uso de estilos musicales, tiempo, técnicas y; en parte, a sus renombrados integrantes; ellos fueron: Victor Wooten en el bajo eléctrico, Scott Henderson en la guitarra eléctrica y Steve Smith en la batería. 
El grupo no llegó a tocar en vivo y se disolvió luego de grabar dos CD.

## Estilo
Vital Tech Tones fue, sobre todo, un grupo instrumental enfocado en las virtudes musicales de sus integrantes, de forma que estas se unan solidamente. Se encuentran presentes en la música de la banda el uso del groove, los ritmos a contra tiempo, la mezcla de estilos (Jazz, Rock, Funk, Blues, etcétera) y la variación de técnicas (dentro de cada instrumento). Al igual que los recurridos solos, por parte de cada integrante.

## El Nombre
El nombre del grupo es una mezcla (tal vez un tanto humorística) de otras bandas en donde los músicos de Vital Tech Tones participaron. Estas fueron las bandas:
- Vital Information, baterista: Steve Smith
- Tribal Tech, guitarrista: Scott Henderson
- Béla Fleck and the Flecktones, bajista: Victor Wooten

## Discografía
- Vital Tech Tones (1998)
- VItal Tech Tones 2 (2000)

- Datos: Q241071